# HMS Leda (J93)
Pour les autres navires du même nom, voir HMS Leda.
Le HMS Leda (pennant number J93) est un dragueur de mines de la classe Halcyon construit pour la Royal Navy dans les années 1930 et utilisé pendant la Seconde Guerre mondiale

## Construction
Le Leda est commandé le 1er juillet 1936 pour le chantier naval de HM Dockyard, Devonport de Plymouth en Angleterre. La pose de la quille est effectuée le 16 novembre 1936, le Leda est lancé le 8 juin 1937 et mis en service le 19 mai 1938.
Il est parrainé par la communauté civile du district urbain de Kingsbridge dans le Devon, dans le cadre de la Warship Week (semaine des navires de guerre) en février 1942.
La classe Halcyon est conçue pour remplacer la classe Hunt précédente et varie en taille et en propulsion en fonction de sa construction.
Après la fabrication des 5 premiers Halcyon, et ses 2 exemplaires d'une variante, le deuxième groupe de 14 navires dont fait partie ce navire est lancé avec comme principale modification sa propulsion. Ils déplacent 828 t à charge standard et 1 311 t à pleine charge. Les navires ont une longueur totale de 74,75 m comme la variante de la première série, un maître-bau de 10,21 m et un tirant d'eau de 2,7 m.
Ils sont propulsés par deux turbines à vapeur Parsons (alors que la première série des Halcyon possédait des machines à vapeur verticales compound ou triple expansion), chacune entraînant un arbre, utilisant la vapeur fournie par deux chaudières à trois cylindres Admiralty. Les moteurs produisent un total de 1 750 ch (2 370 kW) et donnent une vitesse maximale de 16,5 nœuds (30,6 km/h). Il transporte au maximum 247 t de mazout, ce qui lui donne un rayon d'action de 7 200 milles marins (13 300 km) à 10 nœuds (19 km/h).  L'effectif du navire est composé de 80 officiers et hommes d'équipage.
Cette deuxième série de la classe Halcyon est armée de deux canons de marine de 4 pouces QF Mk V (102 mm) avec un montage HA Mk.III à angle élevé. Il est également équipé de huit mitrailleuses Lewis de .303 British (7,7 mm), ainsi d'un support quadruple pour les mitrailleuses Vickers de 12,7 mm est rajouté. Plus tard, dans sa carrière, il est rajouté jusqu'à quatre supports simples ou doubles pour les canons antiaérien Oerlikon de 20 mm. Pour le travail d'escorte, son équipement de dragage de mines pouvait être échangé contre environ 40 charges de profondeur.

## Histoire
Mis en service le 19 mai 1938, le Leda est d'abord employé comme navire de protection des pêches. Le Leda rejoint ensuite la 1re flottille de dragueurs de mines (1st Minesweeping Flotilla ou 1MSF) et basé sur la côte Est jusqu'en mars 1939. Il passe ensuite plusieurs semaines en mai et juin 1939 à patrouiller en Islande et dans les environs.

### Seconde Guerre mondiale
Au début de la guerre, le Leda se trouve à Gibraltar, puis rentre au Royaume-Uni le 22 octobre 1939 où il rejoint la 5e flottille de dragueurs de mines. Il est employé à des tâches de dragage de mines sur la côte Est jusqu'en mai 1940, date à laquelle il est requis pour l'évacuation de Dunkerque dans le cadre de l'opération Dynamo pour la récupération de la British Expeditionary Force (BEF). Il effectue huit traversées dont une de Dunkerque au début du 3 juin sans troupes et évacue 2 848 personnes. Il est endommagé lors de deux collisions avec d'autres navires, mais sans gravité. Un certain nombre de matelots ont dû être traités médialement pour épuisement complet.
Le Leda reprend ensuite ses fonctions sur la côte Est avant de rejoindre l'Ecosse pour la fin de l'année. Il y reste jusqu'au 29 septembre 1941, date à laquelle il navigue avec le Britomart (J22), le Hussar (J82) et le Gossamer (J63) dans le cadre de l'escorte du convoi PQ 1 vers Arkhangelsk. Il reste en Russie du Nord, où il assure l'escorte, le dragage des mines et diverses autres tâches jusqu'au 29 décembre 1941, date à laquelle il revient avec le convoi QP 4. Il reste en Ecosse pour être équipé un peu tardivement pour le service arctique. Une fois les travaux terminés, il repart pour la Russie du Nord avec le convoi PQ 15 le 26 avril 1942. Il y reste encore une fois pour effectuer des tâches locales, notamment pour aider à ramener les navires survivants du convoi PQ 17. Le Leda quitte la Russie le 13 septembre 1942 pour faire partie de l'escorte maritime du convoi QP 14. Le Leda est positionné à l'avant tribord du convoi. Il signale que son sonar est tombé en panne. L'officier supérieur lui ordonne de changer son poste à l'avant tribord avec celui de la corvette La Malouine (K46) stationné sur le quart bâbord du convoi.
A 5h30 le matin du 20 septembre, deux torpilles du U-435 frappent le Leda, qui se trouve à l'arrière du convoi. Le petit navire de guerre, très résistant, a mis une heure et demie à couler à la position géographique de 76° 31′ N, 5° 32′ E. Le commandant Wynne-Edwards, 86 membres de son équipage et deux officiers de la marine marchande sont récupérés et logés à bord du dragueur de mines Seagull (J85) et de deux navires marchands britanniques Rathlin et Zamalek. Quarante-trois membres de l'équipage décèdent.

### Honneurs de bataille
- ATLANTIC 1939-41
- DUNKIRK 1940
- ARCTIC 1941-42

### Participation auxconvois
Le Leda a navigué avec les convois suivants au cours de sa carrière:
1. Convoi E 6
2. Convoi HG 4
3. Convoi KF 88
4. Convoi OB 348
5. Convoi ON 8
6. Convoi ON 19
7. Convoi PQ 1
8. Convoi PQ 2
9. Convoi PQ 6
10. Convoi PQ 15
11. Convoi PQ 16
12. Convoi QP 2
13. Convoi QP 4
14. Convoi QP 12
15. Convoi QP 13
16. Convoi QP 14
17. Convoi R 20
18. Convoi SC 40

### Commandement
- Lieutenant Commander (Lt.Cdr.) Noel Ratley Courthope-Munroe (RN) du 4 mai 1938 au 7 mars 1940
- Lieutenant (Lt.) Harold Unwin (RN) du 7 mars 1940 à octobre 1940
- Commander (Cdr.) Richard Cyril Vesey Ross (RN) de octobre 1940 au 22 juillet 1941
- Lieutenant Commander (Lt.Cdr.) Alan David Hastings Jay (RN) du 22 juillet 1941 au 16 juin 1942
- A/Commander (A/Cdr.) (en retraite) Arthur Hugh Wynne-Edwards, (RN) du 16 juin 1942 au 20 septembre 1942